# روشنایی شب
روشنایی شب (انگلیسی: Night Light; کره‌ای: 불야성) یک مجموعهٔ تلویزیونی کره جنوبی سال ۲۰۱۶ با بازی لی یو وون، جین گو و یوئی است. این مجموعه از ۲۱ نوامبر ۲۰۱۶ تا ۲۴ ژانویه ۲۰۱۷، روزهای دوشنبه و سه‌شنبه ساعت ۲۲:۰۰ (کی‌اس‌تی) از ام‌بی‌سی برای ۲۰ قسمت پخش شد. این مجموعه در نتفلیکس با نام شب‌های روشن شناخته می‌شود.

## بازیگران

### اصلی
- لی یو وون در نقش سو یی کیونگ[۱]
- جین گو در نقش پارک گون وو[۷][۸]
- یوئی در نقش لی سه جین[۹][۱۰]

## پخش بین‌المللی
نتفلیکس حقوق پخش بین‌المللی این مجموعه را به دست آورده‌است و برای آن از نام شب‌های روشن (White Nights) استفاده می‌کند.